# Sommer-Paralympics 2024/Teilnehmer (Kap Verde)
| stlisierte Goldmedaille | stlisierte Silbermedaille | stlisierte Bronzemedaille |
| ----------------------- | ------------------------- | ------------------------- |
| —                       | —                         | —                         |

Kap Verde entsandte für die Paralympischen Spiele 2024 in Paris zwei Leichtathleten.

## Teilnehmer

### Leichtathletik
| Athleten                          | Klassifizierung | Wettbewerb | Vorlauf/Vorkampf | Vorlauf/Vorkampf | Finale        | Finale        | Rang |
| Athleten                          | Klassifizierung | Wettbewerb | Zeit/Weite       | Rang             | Zeit/Weite    | Rang          | Rang |
| --------------------------------- | --------------- | ---------- | ---------------- | ---------------- | ------------- | ------------- | ---- |
| Männer                            |                 |            |                  |                  |               |               |      |
| Marilson Fernandes Semedo         | F57             | Speerwurf  | —                | —                | 39,97 m (PB)  | 9             | 9    |
| Frauen                            |                 |            |                  |                  |               |               |      |
| Heidilene Patricia Oliveira Lopes | T12             | 100 m      | 13,52 s (PB)     | 15               | ausgeschieden | ausgeschieden | 15   |
| Heidilene Patricia Oliveira Lopes | T12             | 200 m      | 28,49 s (SB)     | 17               | ausgeschieden | ausgeschieden | 17   |

PB: Persönliche Bestleistung
SB: Saison-Bestleistung